# Wikstroemia cochlearifolia
Wikstroemia cochlearifolia är en tibastväxtart som beskrevs av S.C. Huang. Wikstroemia cochlearifolia ingår i släktet Wikstroemia och familjen tibastväxter. Inga underarter finns listade i Catalogue of Life.